# Calathea picturata
Calathea picturata là một loài thực vật có hoa trong họ Marantaceae. Loài này được K.Koch & Linden mô tả khoa học đầu tiên năm 1863.

## Hình ảnh

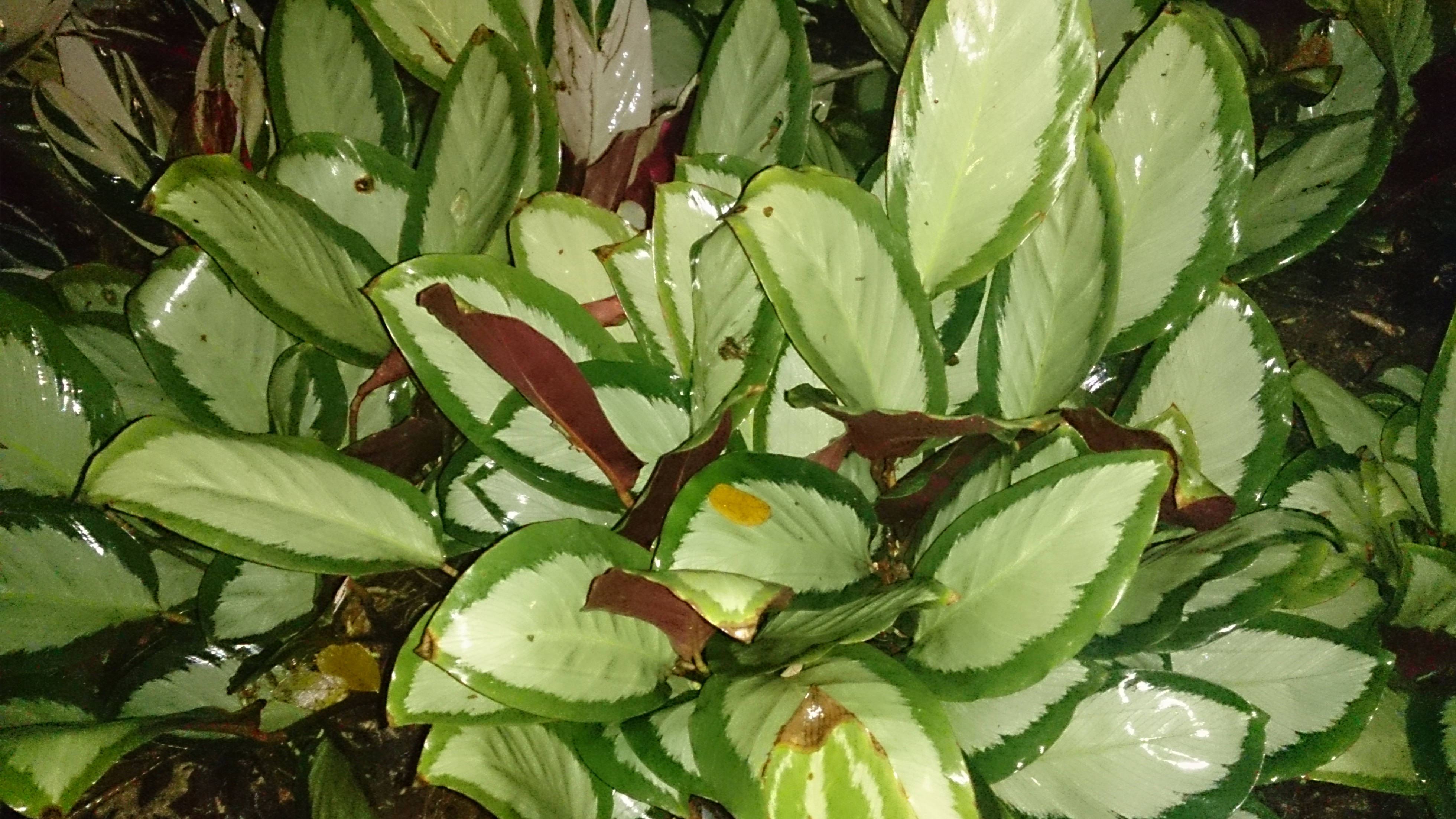
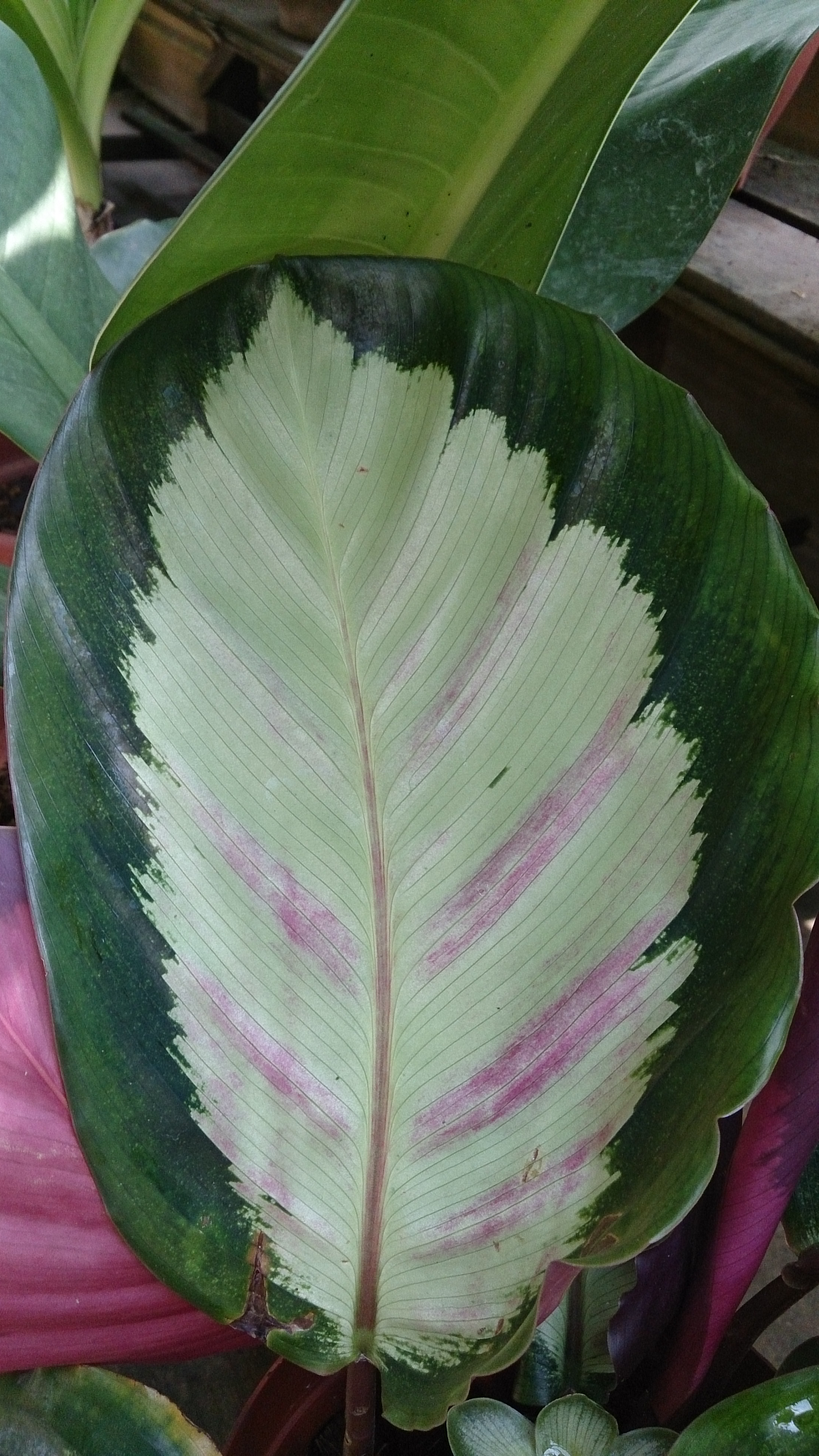
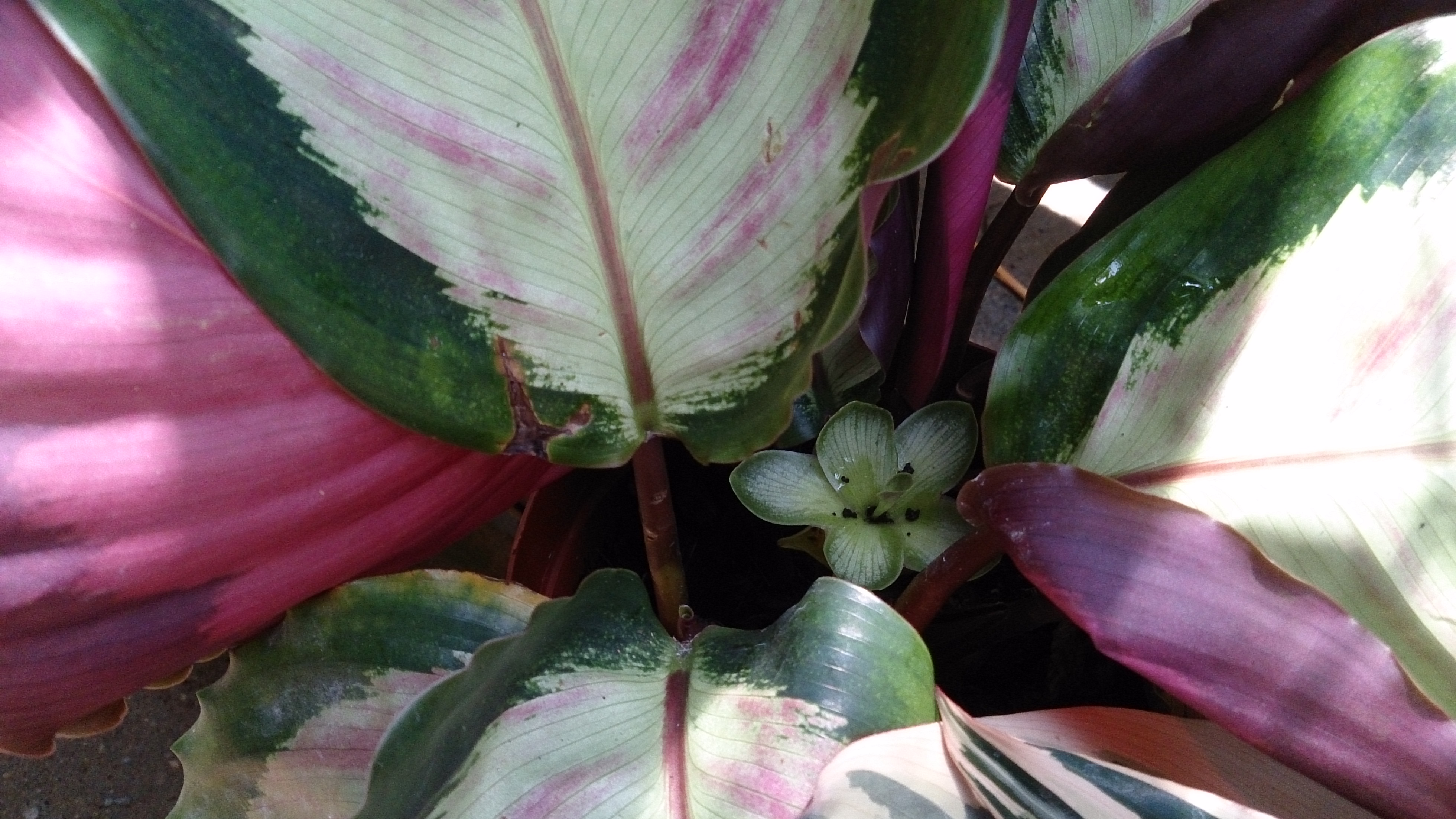